# Championnats d'Europe de gymnastique artistique masculine 1983
Navigation
Rome 1981 Oslo 1985
Les 15es championnat d'Europe de gymnastique artistique masculine se sont déroulés à Varna en Bulgarie en 1983.

## Résultats

### Concours général individuel
| Rang               | Gymnaste                 | Points |
| ------------------ | ------------------------ | ------ |
| Médaille d'or      | Dmitri Bilozerchev (URS) | 58.800 |
| Médaille d'argent  | Yuri Korolev (URS)       | 58.350 |
| Médaille de bronze | György Guczoghy (HUN)    | 57.800 |

### Finales par engins

#### Sol
| Rang               | Gymnaste               | Points |
| ------------------ | ---------------------- | ------ |
| Médaille d'or      | Plamen Petkov (BUL)    | 19.45  |
| Médaille d'or      | Yuriy Korolev (URS)    | 19.45  |
| Médaille de bronze | Philippe Vatuone (FRA) | 19.40  |
| Médaille de bronze | Jens Fischer (GDR)     | 19.40  |
| Médaille de bronze | György Guczoghy (HUN)  | 19.40  |

#### Cheval d'arçons
| Rang              | Gymnaste                  | Points |
| ----------------- | ------------------------- | ------ |
| Médaille d'or     | György Guczoghy (HUN)     | 19.85  |
| Médaille d'argent | Yuriy Korolev (URS)       | 19.70  |
| Médaille d'argent | Aleksandr Pogorelov (URS) | 19.70  |

#### Anneaux
| Rang               | Gymnaste                  | Points |
| ------------------ | ------------------------- | ------ |
| Médaille d'or      | Dmitriy Bilozerchev (URS) | 19.60  |
| Médaille d'or      | Plamen Petkov (BUL)       | 19.60  |
| Médaille de bronze | György Guczoghy (HUN)     | 19.35  |
| Médaille de bronze | Levente Molnar (ROU)      | 19.35  |
| Médaille de bronze | Zellweger (SUI)           | 19.35  |

#### Saut
| Rang               | Gymnaste                  | Points |
| ------------------ | ------------------------- | ------ |
| Médaille d'or      | Dmitriy Bilozerchev (URS) | 19.800 |
| Médaille d'argent  | Norbert Brylok (GDR)      | 19.725 |
| Médaille de bronze | Yuriy Korolev (URS)       | 19.700 |

#### Barres parallèles
| Rang               | Gymnaste              | Points |
| ------------------ | --------------------- | ------ |
| Médaille d'or      | Yuriy Korolev (URS)   | 19.55  |
| Médaille d'argent  | Borislav Houtov (BUL) | 19.40  |
| Médaille de bronze | György Guczoghy (HUN) | 19.20  |

#### Barre fixe
| Rang               | Gymnaste                  | Points |
| ------------------ | ------------------------- | ------ |
| Médaille d'or      | Dmitriy Bilozerchev (URS) | 19.80  |
| Médaille d'argent  | Norbert Brylok (GDR)      | 19.55  |
| Médaille de bronze | Philippe Vatuone (FRA)    | 19.50  |

## Tableau des médailles
| 1 | {{country data {{{1}}} | Pays/callback | name = | variant= | size= }} | ? | ? | ? | ? |
| 2 | {{country data {{{1}}} | Pays/callback | name = | variant= | size= }} | ? | ? | ? | ? |
| 3 | {{country data {{{1}}} | Pays/callback | name = | variant= | size= }} | ? | ? | ? | ? |
| 4 | {{country data {{{1}}} | Pays/callback | name = | variant= | size= }} | ? | ? | ? | ? |
| 5 | {{country data {{{1}}} | Pays/callback | name = | variant= | size= }} | ? | ? | ? | ? |
| 6 | {{country data {{{1}}} | Pays/callback | name = | variant= | size= }} | ? | ? | ? | ? |
| 7 | {{country data {{{1}}} | Pays/callback | name = | variant= | size= }} | ? | ? | ? | ? |
| 8 | {{country data {{{1}}} | Pays/callback | name = | variant= | size= }} | ? | ? | ? | ? |